# سیارک ۳۴۶۶
سیارک ۳۴۶۶ (به انگلیسی: 3466 Ritina، نامگذاری:1975EA6) سه هزار و چهارصد و شصت و ششمین سیارک کشف شده‌است که در ۶ مارس ۱۹۷۵ کشف شد.
قدر مطلق سیارک برابر ۱۳٫۳۰ است.